# دحورة (مذيخرة)

تعديل مصدري - تعديل

دحورة محلة تابعة لقرية احوال البر، التابعة لعزلة مذيخرة بمديرية مذيخرة إحدى مديريات محافظة إب في الجمهورية اليمنية.، بلغ تعداد سكانها 78 حسب تعداد اليمن لعام 2004.